# Woodside (Delaware)
Woodside je gradić u američkoj saveznoj državi Delaver. Prema popisu stanovništva iz 2010. u njemu je živjelo 181 stanovnika.